# Christoph Bernhard Schücking

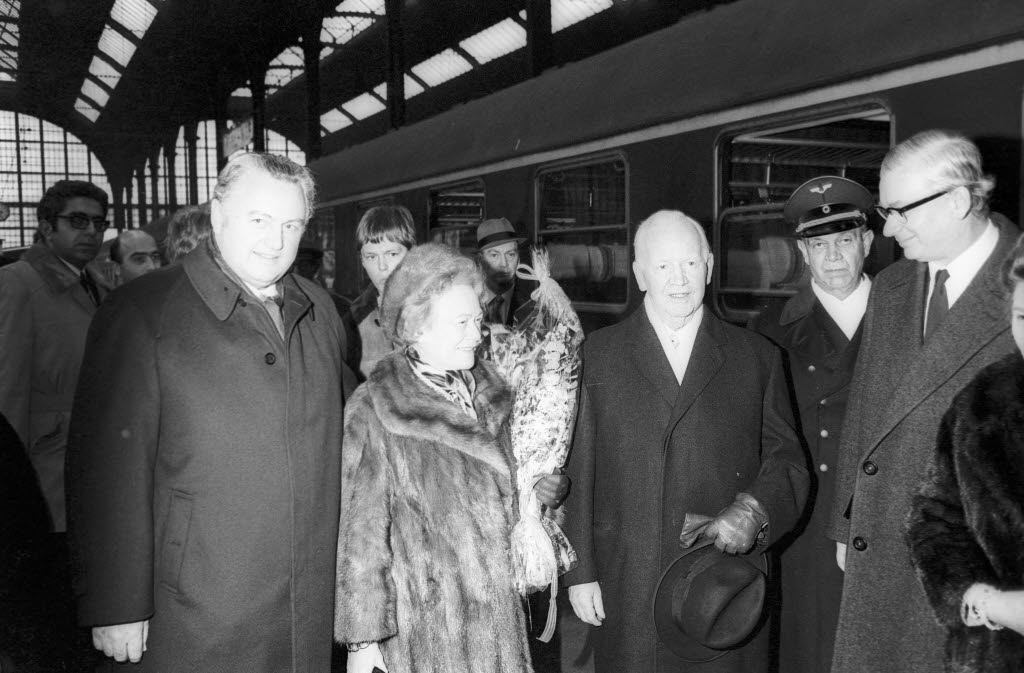
Andreas Lembke, Wilhelmine Lübke, Heinrich Lübke und Christoph Bernhard Schücking (rechts, mit Brille), Kiel 1971.

Christoph Bernhard Schücking (* 25. Januar 1912 in Marburg an der Lahn; † 17. Februar 2004 in Brunsbüttel) war ein deutscher Jurist, Kommunalpolitiker und politischer Beamter (CDU).

## Leben
Christoph Bernhard Schücking entstammt dem westfälischen Patriziergeschlecht Schücking. Er war ein Sohn des Politikers, Juristen und Völkerrechtlers Walther Schücking und dessen Ehefrau Adelheid geb. von Laer. Er wurde am 25. Januar 1912 in Marburg an der Lahn geboren und studierte Rechtswissenschaften. Nach dem Ende des Zweiten Weltkriegs war er kurz in amerikanischer Internierung. Von 1948 bis 1956 war er Landrat des Landkreises Lauterbach und von 1955 bis 1956 Präsident des hessischen Landkreistags. Von Hessen wechselte Schücking nach Schleswig-Holstein und war von 1956 bis 1966 Landrat des Kreises Süderdithmarschen und von 1967 bis 1972, unter Minister Ernst Engelbrecht-Greve (CDU), beamteter Staatssekretär im Schleswig-Holsteinischen Ministerium für Ernährung, Landwirtschaft und Forsten. Von 1963 bis 1968 war er Kreisvorsitzender der CDU-Süderdithmarschen. Von 1969 bis 1991 war er Präsident der Theodor-Storm-Gesellschaft, zu deren Ehrenpräsidenten er nach Abgabe des Vorsitzes ernannt wurde. Am 20. August 1971 erhielt er das Verdienstkreuz 1. Klasse des Verdienstordens der Bundesrepublik Deutschland. Schücking war evangelisch-lutherischer Konfession und von 1960 bis 1976 Mitglied der Landessynode der Evangelisch-Lutherischen Landeskirche Schleswig-Holsteins. Er war mit Anneliese geb. Sternberg (1920–1985) verheiratet. Christoph Bernhard Schücking verstarb am 17. Februar 2004 im Alter von 92 Jahren im Brunsbütteler Stadtteil Mühlenstraßen und wurde auf dem dortigen Jakobusfriedhof beigesetzt.